# Luci Cassi (tribú)
Luci Cassi (en llatí Lucius Cassius) va ser tribú de la plebs l'any 89 aC, al temps de la guerra dels mars o Màrsica quan el valor de les terres va caure i circulava poca moneda.
Els deutors no podien pagar els deutes i el pretor Aule Semproni Asel·lió va decidir contra els deutors en virtut de les antigues lleis, cosa que va exasperar al poble, que es va posar contra el tribú. Al final Cassi va ser assassinat en un tumult per grups de gent, mentre estava fent sacrificis al fòrum.